# حاسوب تماثلي

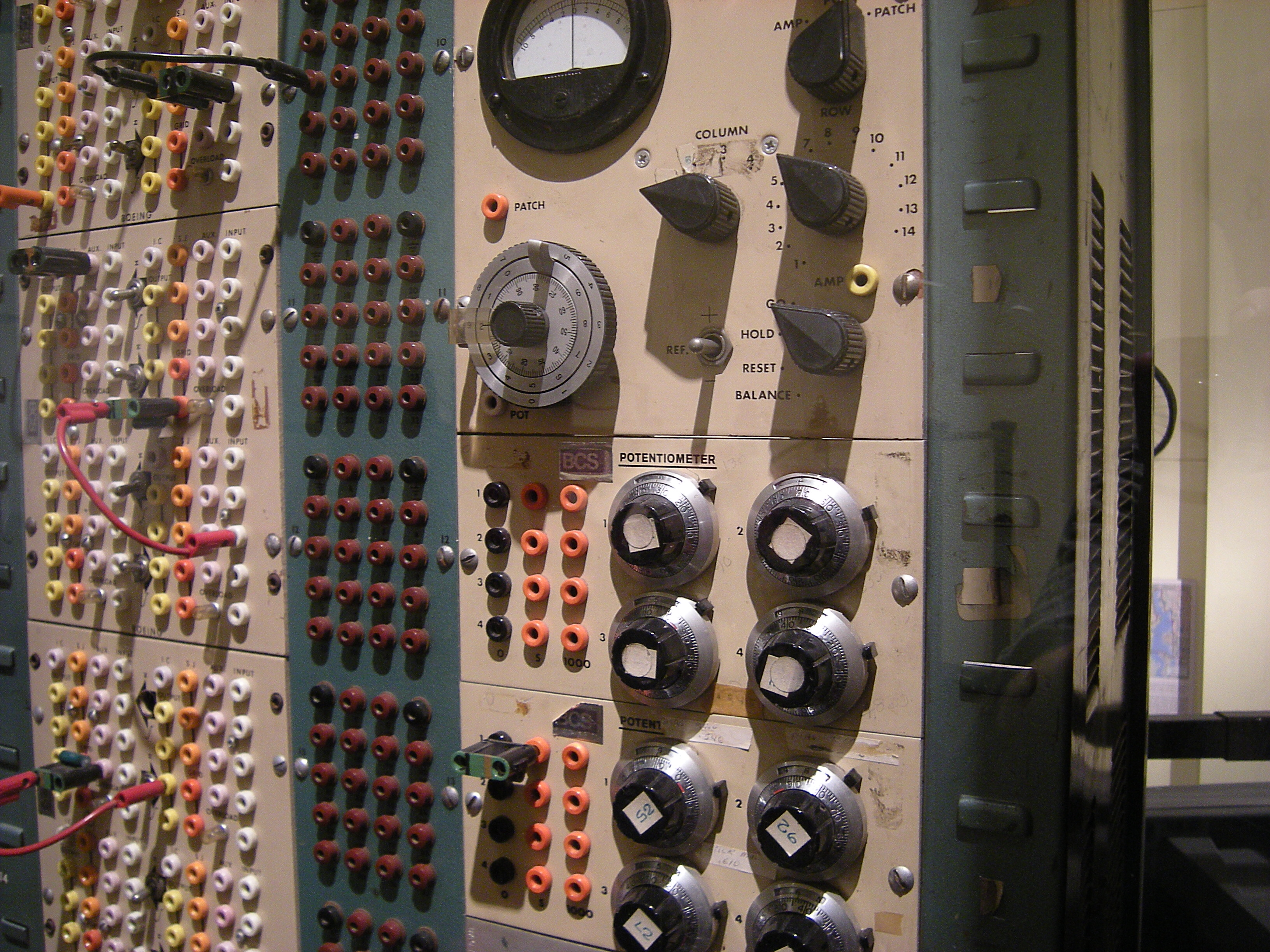

الحاسوب التماثلي هو شكل من أشكال كمبيوتر يستخدم الجوانب المتغيرة باستمرار، من المظاهر الفيزيائية مثل الكهرباء، والكميات الميكانيكية والهيدروليكية أو إلى النموذج الذي يجري حل المشكلة. في المقابل، الحواسيب الرقمية تمثل كميات متفاوتة بشكل متزايد، وتغيير قيمها العددية.
وكانت أجهزة الكمبيوتر التماثلية الميكانيكية مهمة جدا في السيطرة على الحرائق والبنادق في الحرب العالمية الثانية والحرب الكورية؛ قدمت فيها بأعداد كبيرة. على وجه الخصوص، في التنمية من الترانزستورات أجهزة الكمبيوتر التناظرية الإلكترونية العملية، وقبل الحواسيب الرقمية قد وضعت بما فيه الكفاية، وكانت تستخدم عادة في مجال العلوم والصناعة.
أجهزة الكمبيوتر التناظرية لديها مجموعة واسعة جدا من التعقيد.مثل قواعد الشريحة وnomographs، بينما أجهزة الرقابة البحرية وإطلاق النار كبيرة مختلطة بالحواسيب الرقمية / التناظرية كانوا من بين الأكثر تعقيدا.
إعداد جهاز الكمبيوتر التناظري الذي سيتم اختياره بعوامل بالمستوى المطلوب، جنبا إلى جنب مع الظروف الأولية، أي بدءا بالقيم. وكان آخر الأشياء الأساسية إنشاء الشبكة المطلوبة التي تمكن من الترابط بين عناصر الحوسبة. وكان في بعض الأحيان من الضروري إعادة النظر في هيكل المشكلة بحيث الكمبيوتر سيعمل بصورة مرضية. ويمكن السماح لأي متغيرات أن تتجاوز حدود الكمبيوتر، والتمايز التي ينبغي تجنبها، وعادة من خلال إعادة ترتيب «شبكة» من الوصلات، وذلك باستخدام تكامل بمعنى مختلف.

## اقرأ أيضاً
- حاسوب هجين
- تمثيل كهربي - ميكانيكي